# Louis-François de Bourbon-Conti
 (septembre 2022).
Si vous disposez d'ouvrages ou d'articles de référence ou si vous connaissez des sites web de qualité traitant du thème abordé ici, merci de compléter l'article en donnant les références utiles à sa vérifiabilité et en les liant à la section « Notes et références ».
Ne doit pas être confondu avec François-Louis de Bourbon-Conti ou Louis-François-Joseph de Bourbon-Conti.
Titre
Prince de Conti
4 mai 1727 – 2 août 1776
(49 ans, 2 mois et 29 jours)
Signature
Louis-François de Bourbon-Conti, né à l'hôtel de Conti le 13 août 1717 et mort à Paris le 2 août 1776, est un prince du sang français. Il fut comte de la Marche, duc de Mercœur puis devint le sixième prince de Conti à la mort de son père en 1727. Le prince est l'un des personnages clefs de l'opposition princière à Louis XV et un des collectionneurs d'art les plus importants de la seconde moitié du XVIIIe siècle. Le prince jouera un rôle central à la cour de Versailles entre 1740 et 1750, et un rôle un peu plus ambiguë à la ville (c'est-à-dire Paris) entre 1760 et 1770.
Le prince de Ligne, dans ses Mémoires, donne un portrait plutôt mitigé de ce prince qu'il présente comme un prince fier et ambitieux, qui a reçu une culture ainsi qu'une éducation conforme à un membre de la famille royale. Il sera décrit comme pouvant être « généreux, éloquent et majestueux », mais dont le caractère noble et ambitieux le conduit à travailler avec le Parlement afin de « jouer un rôle » dans la plus pure tradition de la Fronde. Finalement, sans avoir les capacités d'être roi, ce prince est « propre à tout et capable de rien ».

## Famille

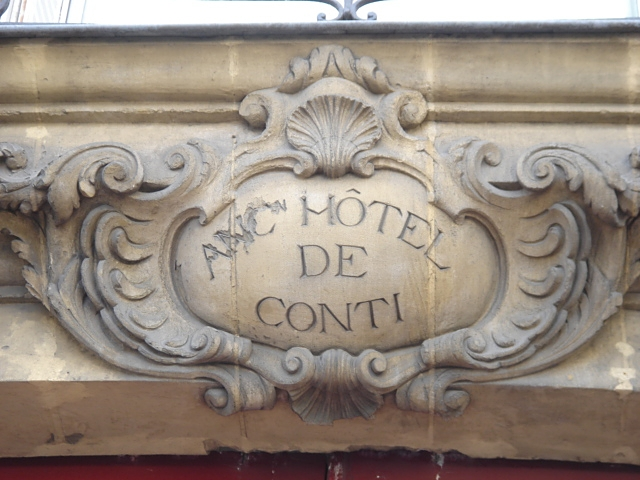
Hôtel de Conti, à Saint-Germain.

Arrière-petit-cousin de Louis XIV, cousin de Louis XV, petit-neveu (et gendre) du Régent, Louis-François de Bourbon est le fils de Louis-Armand de Bourbon, prince de Conti et de Louise-Élisabeth de Bourbon. Il est issu de la maison de Conti, branche cadette de la maison de Condé, elle-même branche cadette de la maison de France.
Le prince n'est baptisé qu'à l'âge de 4 ans le 23 avril 1721 dans la chapelle du palais des Tuileries à Paris. Il a pour parrain son cousin le roi Louis XV et pour marraine, Madame Palatine, duchesse douairière d'Orléans, mère du Régent, son cousin et grand-oncle par alliance.

### Mariage et descendance

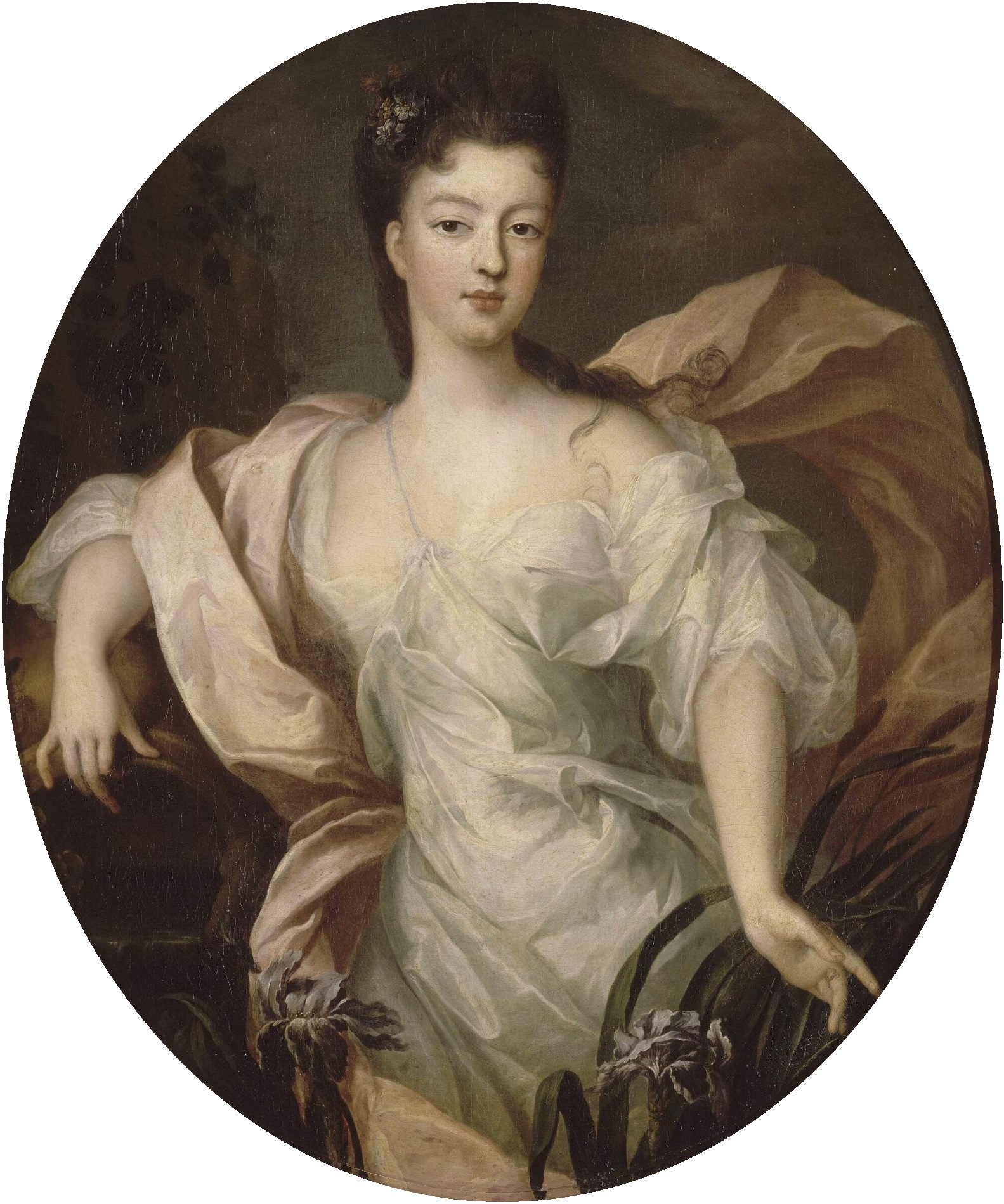
Louise-Diane d'Orléans, épouse du prince.

Il épouse, le 22 janvier 1732, une de ses cousines, Louise-Diane d'Orléans (1716-1736), la plus jeune des filles du feu régent, Philippe d'Orléans, et de Françoise Marie de Bourbon.
Un fils naît en 1734 de cette union : Louis-François-Joseph de Bourbon Conti, comte de la Marche, qui sera le dernier des princes de Conti.
La princesse meurt deux ans plus tard à l'âge de 20 ans. Le prince est veuf. Il n'a que 19 ans mais, père d'un garçon, ne contractera pas d'autre union bien que l'on ait prétendu qu'il était un parti possible pour Madame Adélaïde, fille de Louis XV.
En 1743, sa sœur Louise-Henriette de Bourbon-Conti épouse le duc de Chartres Louis-Philippe d'Orléans, neveu de Louise-Diane. Ils seront les parents de Philippe Égalité. Tuberculeuse, la jeune femme se fera remarquer par ses débauches avant de connaître une fin prématurée.
L'année suivant son veuvage, le prince de Conti entame une relation avec la fille illégitime du financier Samuel Bernard, Mme Panneau d'Arty, à qui il offre le château de Stors. La fille du financier confie ses biens au prince qui ne tarde pas à dilapider cette fortune. Leur relation prendra fin en 1760. La comtesse de Boufflers succédera à madame d'Arty dans la vie du prince. 
D'une liaison avec Marie Claude Gaucher-Dailly, appelée Madame de Brimont, le prince a eu par ailleurs deux fils naturels, reconnus par testament l'avant-veille de sa mort :
- François-Claude-Fauste de Bourbon-Conti (1771-1833), il est baptisé à Gonneville la Mallet le 21 mars 1773. Titré chevalier de Rémoville en 1815, il reçoit par une ordonnance du roi Louis XVIII, le 17 novembre 1815, le titre et le nom de marquis de Bourbon-Conti. Il meurt célibataire et sans postérité[4] ;
- Marie-François-Félix de Bourbon-Conti (1772-1840), dit le chevalier d'Hattonville[5]. Titré chevalier de Bourbon-Conty en 1815, puis comte en 1824. il épouse en 1828 Louise Angélique Herminie de La Brousse de Verteillac (1797-1881), fille de François Gabriel Thibault de La Brousse, marquis de Verteilhac, député de Seine & Oise, et Charlotte Jeanne Félicité d'Appelvoisin de La Roche du Maine. Veuve, elle se remaria avec Sosthènes de La Rochefoucauld, duc de Doudeauville. Sans postérité[6] ;

- Par ailleurs, Amélie-Gabrielle-Stéphanie-Louise de Bourbon-Conti (1756-1825) se prétendit toute sa vie sa fille, née des amours illégitimes du prince et de Louise-Jeanne de Durfort, duchesse de Mazarin. Elle reçut une pension de Louis XVI en 1788. Connue sous le nom de comtesse de Montcairzain (anagramme de Conti et Mazarin), elle obtint l'autorisation du tribunal révolutionnaire de visiter Madame Royale au Temple en 1795. Elle écrivit ses mémoires en 1798[7][source insuffisante]. Elle épousa un procureur de Lons-le-Saunier, Antoine Billet ;

- Françoise-Geneviève Philippe, née le 16 novembre 1761 de Madeleine Jolivet qui fut mariée avant ses couches à Pierre-Martin Philippe, bourgeois de Paris qui reconnut l'enfant. La jeune fille entra chez les Carmélites de Compiègne en 1786, prit le voile sous le nom de Sœur Marie de l'Incarnation, échappa au martyr, tenta en vain de reprendre la vie religieuse et mourut en tant que pensionnaire au Carmel de Sens le 10 janvier 1836 après avoir écrit ses mémoires et collecté nombre de renseignements sur ses sœurs ce qui permit leur béatification en 1906.

## Biographie

### Formation
Il est d'abord élève chez les Jésuites au collège Louis-le-Grand avant de continuer ses études sous la direction d'un précepteur, toujours issu de la Compagnie de Jésus, le père Jean-Antoine du Cerceau, qu'il tua accidentellement en 1730, en maniant un fusil.

### Carrière militaire

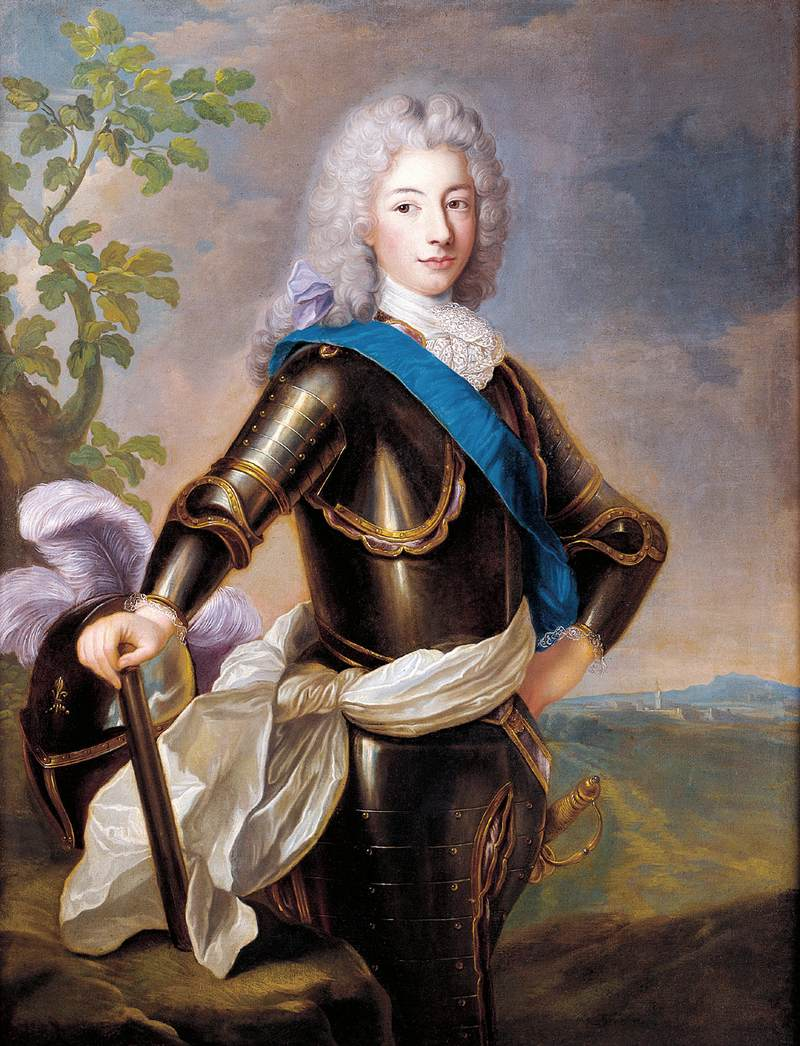
Louis-François dans sa jeunesse.

#### La guerre de Succession de Pologne (1733-1738)
Il est fait chevalier de l'ordre du Saint-Esprit le 1er janvier 1733.
Âgé de 16 ans, il prend part à la guerre de Succession de Pologne sous les ordres du maréchal de Berwick dès 1733 ; après être revenu à Paris durant l'hiver, il participe au siège de Philippsburg au printemps 1734 et est nommé maréchal de camp le 15 juin. Il rentre à Paris par permission spéciale du roi pour assister à la naissance de son fils le 1er septembre. En 1735, il rejoint l'armée d'Allemagne et est promu lieutenant général.
Cruellement éprouvé par la disparition de sa femme en 1736, il se retire dans son château de L'Isle-Adam où il passe deux ans, cherchant à tromper son chagrin en s'adonnant à sa passion de la chasse.

#### La guerre de Succession d'Autriche (1740-1748)
Au début de la guerre de Succession d'Autriche, il sollicite un commandement, mais faute d'avoir obtenu satisfaction, il part sans autorisation rejoindre l'armée du maréchal de Maillebois. Le roi, apprenant cette insubordination, le fait mettre aux arrêts, mais grâce à l'intervention de sa mère, il est libéré et peut faire la campagne de Bohême comme simple volontaire sans grade.
Le 27 mai 1743, à la bataille de Deggendorf (ou Deckendorf), il a son cheval tué sous lui et perd ses équipages. Sa bravoure touche Louis XV, qui lui octroie en récompense une augmentation de 36 000 livres sur son gouvernement du Poitou et le reçoit au château de Fontainebleau le 9 novembre.
Le 1er février 1744, Conti reçoit le commandement d'une armée de 30 000 hommes qui va combattre avec les Espagnols contre Charles-Emmanuel III. Il rejoint à Aix-en-Provence, le 14 mars, le gendre du roi l'infant d'Espagne, Don Philippe, commandant en chef des deux armées réunies. En avril, Conti occupe le château d'Apremont et Nice. Le 20, il attaque le col de Villefranche et, le 22, prend le fort du Mont Alban sur les hauteurs de Nice ainsi que le Château-Dauphin. Au siège de Demont, il rétorque au général espagnol de la Mina, qui déclare la place imprenable, le mot fameux : « Impossible n'est pas français ! ». De fait, la forteresse est prise le 17 août.
Lors de la bataille de Coni, le 30 septembre, Conti charge à la tête de ses troupes, culbute une colonne ennemie sur une de ses batteries et retourne ses canons contre elle. Il a deux chevaux tués sous lui et la cuirasse percée en deux endroits. Après cette victoire héroïque, qui lui vaut la réputation d’un héros, le roi fait chanter en son honneur un Te Deum à Notre-Dame. Mais Conti, en désaccord avec le général espagnol, lève le siège et rentre à Versailles le 9 décembre.
Le succès rend le prince plus ambitieux et plus fier encore. Il réclame au roi des charges militaires de plus en plus importantes, mais celui-ci ne les lui accorde pas toujours. Louis XV n’ose pas lui confier les plus hautes fonctions dans l’armée, car par certains côtés, il craint son cousin. Grâce à sa popularité, le jeune prince, à qui tout semble réussir, est devenu un personnage influent parmi les militaires et la cour.
En 1745, Conti reçoit le commandement de l'armée du Bas-Rhin mais se voit intimer l'ordre de rester sur la défensive. Le 1er mai 1746, il est commandant en chef et prend Mons le 12 juillet et Charleroi le 1er août. En récompense, Louis XV lui concède six pièces de canon, qui orneront l'avant-cour de son château de L'Isle-Adam. Mais, à la suite d'un différend avec le maréchal de Saxe en Flandre en 1746, Conti démissionne avec éclat, vend ses équipages, rentre en France.
Le 15 août 1746, Conti se présente à Versailles devant le roi. Les retrouvailles sont cordiales et Louis XV lui confère le brevet de généralissime[réf. nécessaire]. Mais, le maréchal de Saxe s'étant plaint de la conduite du prince, Louis XV a avec ce dernier une explication orageuse, à la suite de laquelle Conti, ulcéré, décide de se retirer à L'Isle-Adam. C’est donc par une brouille avec le roi que se termine sa carrière militaire. Il a 29 ans.

### Un opposant à l'absolutisme

#### Ses relations avecLouisXV

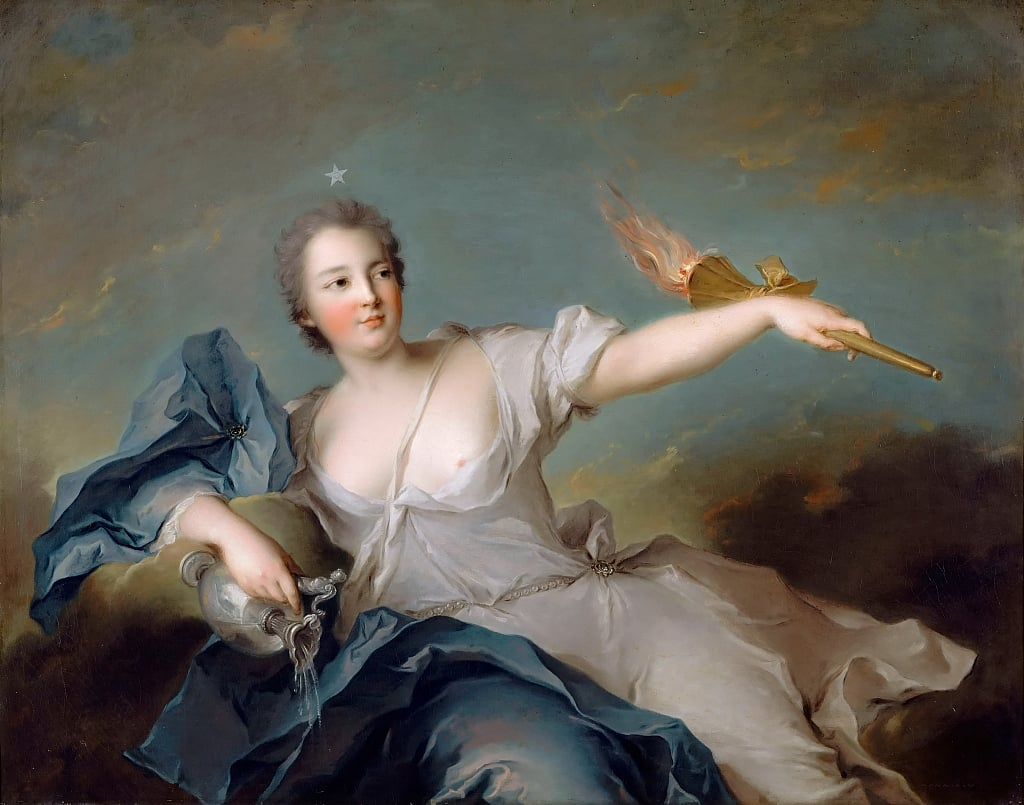
La duchesse de Châteauroux, protectrice du prince de Conti.

Les relations du prince de Conti avec Louis XV restent toujours assez difficiles. Le Roi estime son cousin à la fois pour ses qualités en matière politique, militaire et juridique, mais il redoute ses ambitions. Malgré cela, Louis XV, entouré de conseillers qui ne sont pas toujours sans ambitions personnelles non plus, est fatigué, las des intrigues politiques qui se trament autour de lui et recherche en son cousin, de sept ans son cadet, le confident qui lui manque.
Protégé par la duchesse de Châteauroux, favorite royale, le prince de Conti gagne de l’influence sur Louis XV. C’est ainsi qu'il peut élargir son influence à Versailles jusqu'à la mort de Mme de Châteauroux en 1744. En observant le changement de protection à la cour après la mort de la maîtresse royale, Choiseul remarque :

« [Conti] perdait une protectrice très efficace. Son éloignement l’avait préservé de toutes les tracasseries qui avaient régné depuis huit mois ; il avait une espérance certaine que Mme de Châteauroux, son amie, reprendrait son empire sur le Roi, qui se portait bien. M. le prince de Conti avait de grandes vues de gloires et de commandement, et le manque d’un appui tel que celui de la maîtresse lui faisait entrevoir quelques obstacles à son roman d’ambition ; car non seulement, il perdait beaucoup de temps en perdant la dernière maîtresse, mais il était incertain de son crédit vis-à-vis de la prochaine. »

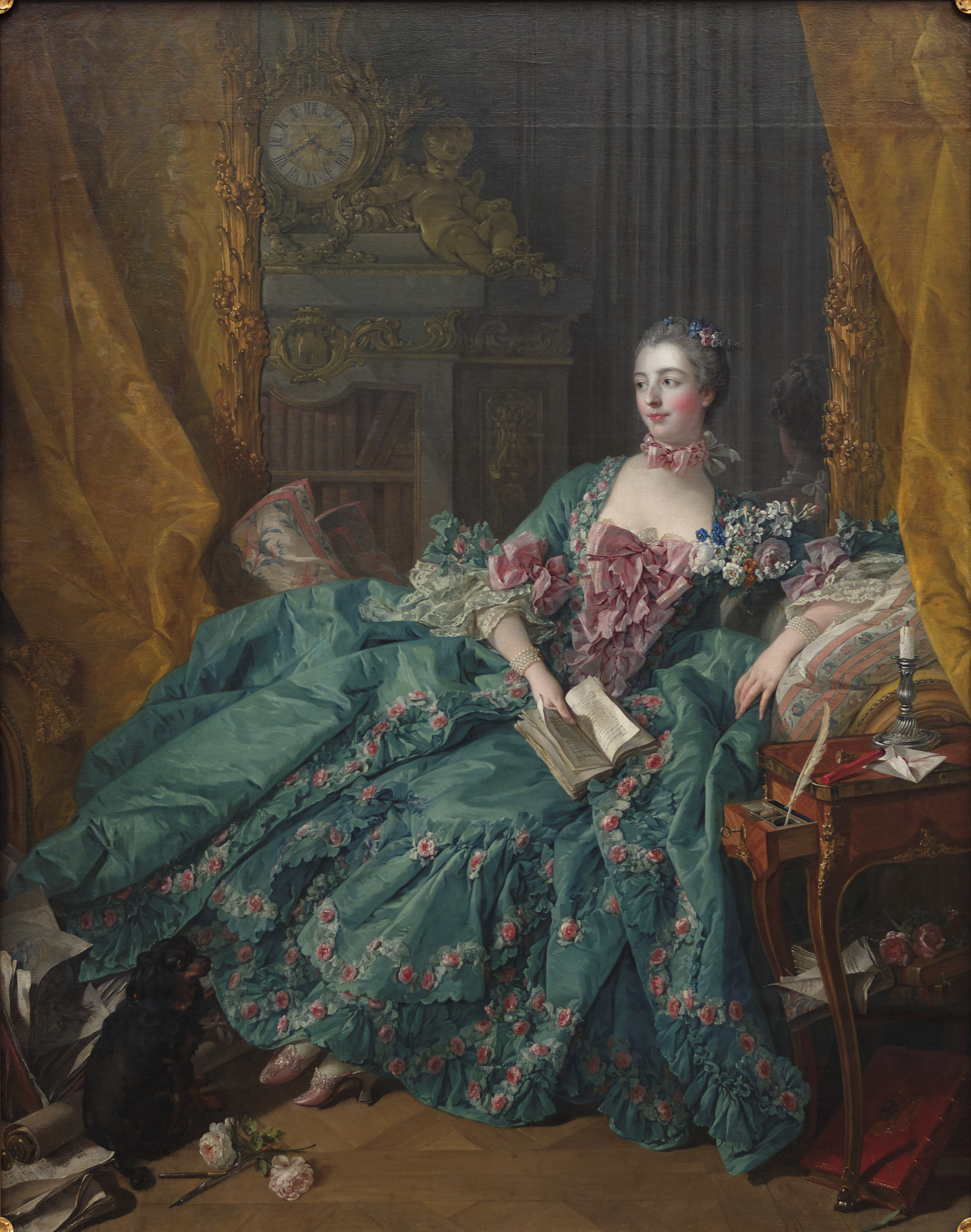
La marquise de Pompadour, adversaire du prince à la cour.

Ce n’est pas par hasard si Choiseul parle d’un « roman d’ambition » du prince de Conti. Comme en témoigne le duc, bénéficier de la protection d’une maîtresse royale pouvait être décisif à la cour de Versailles. Et Choiseul de se poser la question : Conti pourra-t-il compter sur l’appui de la prochaine maîtresse royale ?
Effectivement, la marquise de Pompadour, nouvelle maîtresse en titre, ne protégea pas le prince et n’eut de cesse, au contraire, de diminuer son influence sur le roi. L’arrivée de Mme de Pompadour à la cour sonna donc le glas des ambitions politiques de Conti. Elle-même était trop ambitieuse pour accepter dans l’entourage du roi un prince du sang investi de missions importantes au service des stratégies européennes de la France. Comme les autres conseillers du roi, la Pompadour craignit l’emprise du prince sur le roi. Elle le desservit donc systématiquement dans l’esprit du roi, une campagne d’autant plus efficace qu’elle savait le Roi hésitant à accorder son entière confiance au prince.

#### Grand prieur de l’ordre de Saint-Jean de Jérusalem (à partir de 1749)
Sous l’influence de la marquise de Pompadour, le roi cherche une autre fonction pour le prince, autant pour l’éloigner de Versailles que pour lui procurer une charge non seulement prestigieuse, mais également lucrative (un aspect non négligeable pour Conti, qui s’endettait en permanence). Louis XV intervient auprès du pape Benoît XIV et, le 16 avril 1749, Conti, puisqu'il n'est pas marié, est nommé grand prieur de l’ordre de Saint-Jean de Jérusalem à Paris.
Bien que l’ordre, dans un premier temps, soit assez sceptique à l'arrivée de ce prince du sang, à la réputation d’athée et de libertin, à la tête du prieuré, Conti, rapidement, s’acquitte fort bien de ses devoirs de grand prieur et contribue à la prospérité de l’ordre. Il fait construire de nouveaux bâtiments qui sont loués surtout à des nobles et à des débiteurs dans l’enclos du Temple, échappant à la juridiction du roi. Comme grand prieur de l’ordre, Conti a l’usufruit du palais du Temple et jouit des privilèges attachés à la charge, entre autres la franchise, le droit d’asile et certaines libertés vis-à-vis de la justice royale. Certes, le prieuré de France n’était pas le trône de Pologne, mais le prince disposait d’un véritable petit royaume au cœur de la ville de Paris.
À partir de 1756, Conti s’installe définitivement dans le palais prieural pour y mener la vie d’un prince frondeur, en lutte contre l’absolutisme royal qu’il prétend ressentir comme despotique.

#### Le frondeur anti-absolutiste
En tant que grand prieur, Conti emploie l’avocat janséniste Louis Adrien Le Paige comme bailli du Temple. À côté de ses écrits théologiques, Le Paige est connu pour ses attaques contre le despotisme royal — notamment dans ses « Lettres historiques sur les fonctions essentielles du Parlement, sur le droit des Pairs, et sur les lois fondamentales du royaume de 1753 » — et contre les Jésuites dans les Nouvelles ecclésiastiques, qui paraissent à partir de 1727. Il collabore avec Conti pour rédiger des projets de loi et des remontrances, que le prince propose avec une « éloquence mâle et persuasive » devant le Parlement de Paris.
Le jansénisme, à l’origine un mouvement théologique né au XVIIe siècle, a évolué en un mouvement politique au XVIIIe siècle. Le conflit entre le pape Clément XI et les jansénistes — notamment à propos de la bulle Unigenitus de 1713, rédigée à l’initiative de Louis XIV qui envisageait d’excommunier les jansénistes de l’Église catholique s’ils ne renonçaient pas à leurs théories — est également lié à celui qui oppose ultramontains et gallicans. Il marque le XVIIIe siècle comme aucun autre conflit religieux. Nombreux sont les parlementaires qui, opposés à l’intervention du pape dans la politique religieuse conduite en France, affichent leur indépendance en s’alliant à la cause janséniste. Le roi, quant à lui, reste fidèle au pape et interdit aux parlementaires de se prononcer à ce sujet. À plusieurs reprises, le parlement est exilé. Le désaccord est tel que le prince de Conti, membre de la chambre des pairs du Parlement de Paris de par sa naissance, sert d’intermédiaire entre les deux partis jusqu’en 1756. Il a beaucoup d’influence et sur le roi et sur le Parlement, et peut ainsi négocier des accords entre ces deux pouvoirs. Ce n’est qu'après sa rupture avec le roi que Conti s’engage sans ambiguïté du côté des parlements contre le roi. Influencé par les jansénistes, il est persuadé que le roi devait être seulement un primus inter pares, accordant au Parlement le droit de juger les nouvelles lois et aux princes du sang une partie du gouvernement dans le royaume. M. Dutens, diplomate franco-britannique à Paris, nous donne plus d’information au sujet du prince opposé au roi :

« M. le prince de Conti ensuite se jeta entièrement dans l’opposition aux mesures de la Cour, et acquit une telle influence dans le parlement de Paris, qu’aucune affaire importante n’y passoit contre son avis. Connaissant très-bien la Constitution françoise, soutenu par une éloquence mâle et vigoureuse, appuyé de la dignité de son rang, il entraînoit tous les suffrages, et persuadoit les autres princes du sang de s’unir à lui. »

Le grand éclat entre le prince et le roi survient en 1756, au début de la guerre de Sept Ans. Auparavant, de grosses difficultés entre le prince et le roi avaient déjà surgi à propos du renversement des alliances. La signature d’un traité entre l’ancien allié de la France, la Prusse, et son ancien et futur ennemi, la Grande-Bretagne, donne naissance à une nouvelle réflexion sur le positionnement stratégique de la France en Europe, qui concrètement aboutit à une nouvelle alliance entre la France et l’Autriche et, finalement, à une nouvelle guerre. La marquise de Pompadour se montre favorable au renversement des alliances ; quant à Conti, il est contre un changement de la politique extérieure du royaume. Il s’était exprimé sur ce point dans son « Système de politique générale », dans lequel il plaide pour la stabilité des puissances européennes telle que définie dans le cadre des traités de Westphalie de 1648. Suivant en cela la politique que menaient déjà Richelieu et Mazarin, il voulait maintenir l’alliance avec les Turcs, les Polonais et la Prusse, contre les Autrichiens. Sous l’influence — surestimée dans l’historiographie — de Mme de Pompadour, le roi qui partageait auparavant l’opinion du chef de sa diplomatie secrète, change de politique. Après les traités de Versailles en 1756, la nouvelle alliance avec l’Autriche subit sa première épreuve avec la guerre de Sept Ans — la France est battue par la Prusse et la Grande-Bretagne. Dès le début de la guerre, Conti, hostile à l’alliance avec les Autrichiens contre la Prusse et la Grande-Bretagne, se brouille avec le roi. En 1756 toujours, quand Conti prend position pour le Parlement contre le nouveau vingtième, une énième taxe pour financer la guerre et quand, de surcroît, le roi ne lui accorde aucun commandement dans la conduite de cette guerre, la rupture entre le roi et lui est définitive. Le marquis d’Argenson évoque ce moment dans ses mémoires :

« L’on dit qu’au lit de justice M. le prince de Conti opina fortement quand M. le chancelier lui demanda son avis, et que le Roi, qui l’entendit, le regarda avec des yeux de colère. Le voilà tout à fait brouillé avec le Roi, et voilà un chef tout prêt pour les mouvements de résistance ou de révolte qui pourrait s’ensuivre. »

— René-Louis de Voyer, marquis d'Argenson, Journal et mémoires du marquis d'Argenson.
C’est donc à partir de 1756 que Conti n’est plus admis à la cour et ne va plus à Versailles. Il se partage entre son château de L'Isle-Adam et le palais du Temple à Paris. Écarté du pouvoir, Conti se lance entièrement dans son rôle de prince frondeur, confirmant ainsi les propos du marquis d’Argenson qui craignait un « chef tout prêt pour les mouvements de résistance ».

#### Ministre et diplomate

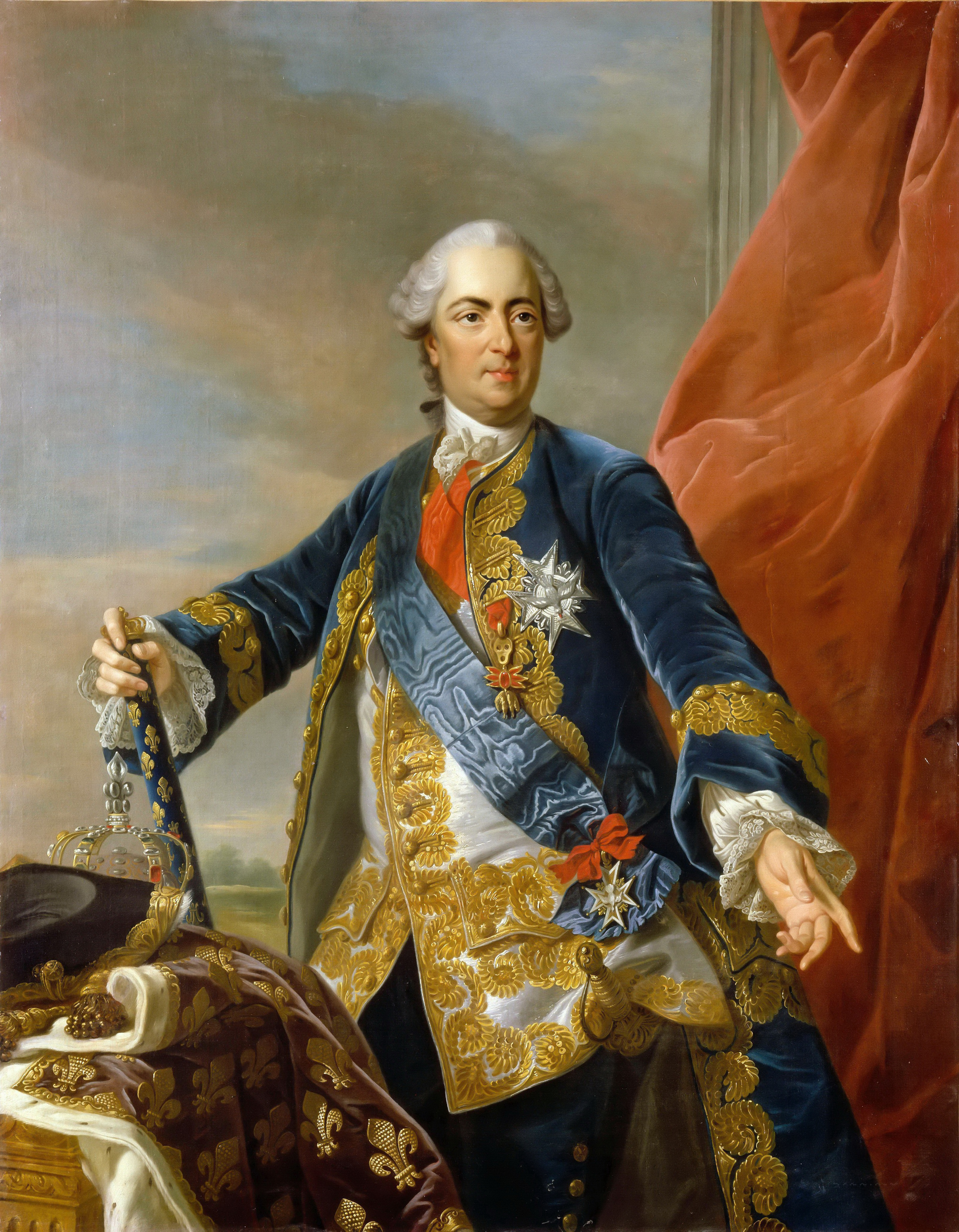

Cependant, à partir de la fin de 1752, Louis XV prend les conseils de son cousin pour sa correspondance secrète avec les ambassadeurs. Il est associé pendant dix ans à la conduite de la diplomatie française. Ministre sans portefeuille, Conti est placé à la tête du secret du Roi, véritable service d’espionnage. Il consistait en un réseau d’agent secrets qui procurait au roi des informations sur toutes les cours d'Europe. Ce réseau parallèle à la voie diplomatique officielle avait été installé par Louis XV pour deux raisons : il se méfiait de ses propres diplomates et projetait de faire élire le prince de Conti, roi de Pologne comme l'avait été brièvement le grand-père de ce dernier.
En effet, Louis XV se retrouvait dans une situation comparable à celle de son arrière-grand-père Louis XIV, qui cherchait à éloigner de la cour les princes du sang susceptibles – comme au temps de la Fronde – de se dresser à nouveau contre son pouvoir. À cette fin, en 1696-1697, il avait essayé, sans succès, de faire élire roi de Pologne le grand-père du prince, François-Louis de Bourbon-Conti.
Louis XV fait de même : il cherche à satisfaire les ambitions de son cousin avec le trône polonais. En le plaçant à la tête de la monarchie polonaise, il peut tout à la fois conserver un allié important en Europe, bénéficier de son appui et l’éloigner de la cour. Cette stratégie n’est pas partagée par tous les conseillers du roi, qui n’apprécient pas outre mesure les qualités politiques du prince. Le marquis d’Argenson écrit au sujet des négociations entre le prince et les délégués polonais :

« Sitôt après son départ, j’appris que M. le prince de Conti songeait sérieusement à la couronne de Pologne ; je n’avais encore rien vu de si surprenant et de si absurde. Il me vint prôner un soir à Versailles avec beaucoup de mystère un M. Blandowski, gentilhomme polonais. […] Il [Blankowski] trouvait au contraire dans M. le prince de Conti tant de présomption et si peu de fond, tant de paroles et si peu de suite, qu’il ne pouvait s’embarquer sur ses promesses. »

— René-Louis de Voyer, marquis d'Argenson, Journal et mémoires du marquis d'Argenson.
Le cardinal de Bernis, comme beaucoup de gens à la cour, trouve les ambitions du prince « surprenantes et absurdes », une opinion apparemment partagée par les Polonais. En dépit de ses conseillers, Louis XV continue néanmoins de soutenir son cousin en vue du trône polonais pendant les années 1740 et 1750.
Pendant toute cette période, Conti est à la cour une véritable éminence grise à l'entregent puissant, comme l’analyse John Woodbridge dans son ouvrage sur le prince. La cour de Versailles et surtout les conseillers du roi voient désormais en lui une menace pour leurs propres ambitions. Une opposition interne menée par la marquise de Pompadour contre Conti se crée très vite à la cour. Ainsi, le cardinal de Bernis écrit à propos du prince de Conti :

« C’est un prince qui a beaucoup d’esprit et de connaissances, mais, à moins que le roi admette dans son conseil un prince de son sang, il sera toujours plus sage de l’écarter des grandes affaires. »

Le roi d’ailleurs est le premier à se souvenir de la Fronde princière du XVIIe siècle, il n’ignore pas que son cousin ferait n’importe quoi pour satisfaire ses ambitions personnelles. Comme il a déjà été souligné ci-dessus, le roi est indécis et demeure partagé sur l’attitude qu’il convient d'adopter envers son cousin. Le prince de Conti avait montré à plusieurs reprises qu’il n’était pas toujours le plus loyal des princes envers le roi. Quant à ses ambitions, elles ne le portaient pas à se contenter de ne jouer qu’un petit rôle dans le « théâtre de Versailles ».

#### La crise parlementaire (1771-1774)
Conti connaît son plus grand succès d’opposant après le remplacement du Parlement de Paris par un nouveau parlement, plus favorable au roi, dans ce que les historiens ont appelé plus tard le « coup de Maupeou » en 1771. C’est une nouvelle occasion pour le prince de Conti de s’engager ouvertement contre le roi. Il parvient à persuader les autres princes du sang d’adresser une note de protestation au roi contre la dissolution du Parlement. En signe de remontrance, ces derniers quittent la cour, à l’exception du comte de la Marche, le fils du prince de Conti, brouillé avec son père depuis longtemps. Les princes du sang retournent à Versailles en 1772, mais le prince de Conti n’y met plus les pieds jusqu'à la mort de Louis XV, en 1774. Comme le rapporte le baron de Besenval dans ses Mémoires, le prince de Conti se voulait et s’érigea défenseur des droits de la patrie contre le despotisme royal :

« M. le prince de Conti qui, dans sa jeunesse, avait étudié pour être roi de Pologne, et qui n’était parvenu, dans sa studieuse retraite, qu’à être tyran de l’Isle-Adam, et par ses lectures qu’à une nomenclature de mots techniques, dont il surchargeait sa conversation, était, depuis longtemps, brouillé avec la cour, où il n’allait pas. Il n’eut garde de ne pas se faire partie de l’opposition : il n’en avait pas d’autre à prendre pour être cité ; et le reste des femmes, qu’il tenait à sa pension, ainsi que celles, à qui il donnait du thé le dimanche, l’appelèrent le défenseur de la patrie. »

### Un prince éclairé, collectionneur et mécène
Dès 1756, mais surtout après 1770, Conti entre en opposition ouverte avec la politique du roi. Conseillé par sa maîtresse, la comtesse de Boufflers, il protège les philosophes et tient dans son palais du Temple un salon souvent critique à l’égard de la cour de Versailles.
Ce salon est représenté dans deux tableaux célèbres peints en 1766 par Michel Barthelemy Ollivier : Souper du prince Louis François de Conti au Palais du Temple, et Le thé à l'anglaise dans le salon des quatre glaces au Temple.

Il protège Jean-Jacques Rousseau qu'il loge dans son château de Trie. Il verse une pension viagère de 2 000 livres à Beaumarchais. Il est lui-même bon écrivain, bon orateur et habile musicien.

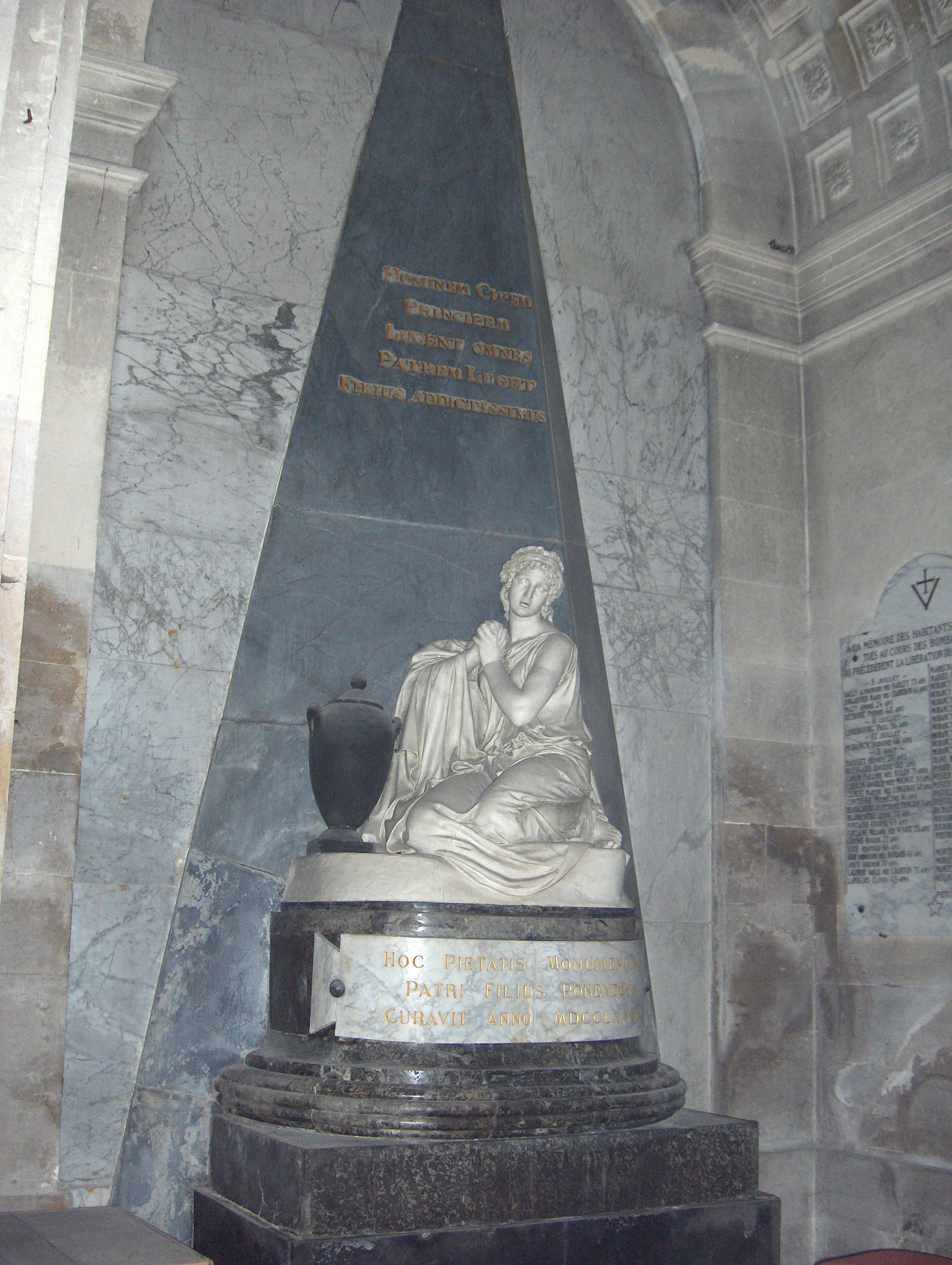
Monument funéraire de Louis-François de Bourbon-Conti.

Dans le cadre de sa vie de prince opposant, il donne de grandes réceptions au Temple où est reçu le jeune Mozart, emploie un des orchestres les plus réputés de Paris, prend à son service le claveciniste Johann Schobert. Tous les lundis, il donne des soupers fameux. Il donne également de magnifiques fêtes dans son château de L'Isle-Adam.
Il se met à collectionner toutes sortes d'objets d’art et de curiosités et forme une des collections les plus importantes de la seconde moitié du XVIIIe siècle.
En 1760, il achète à Vosne-Romanée en Bourgogne une vigne qui portera son nom : la Romanée-Conti produisant un vin mythique et l'un des plus chers au monde.
Ramené à Paris vers la fin de juin 1776, il se réconcilie avec son fils mais refuse de recevoir les secours de la religion et meurt dans l'impénitence deux ans après le roi. Son corps, inhumé provisoirement à L'Isle-Adam, est transféré en 1777 dans la chapelle funéraire construite sur ordre de Louis-François Joseph de Bourbon-Conti à l'extrémité nord du transept de l'église de L'Isle-Adam.

## Représentations du prince de Conti
En 1994, Michel Piccoli a endossé le rôle du prince de Conti dans le film d'Édouard Molinaro Beaumarchais, l'insolent.